# Museo Imperial de la Guerra
El Museo Imperial de la Guerra (en inglés, Imperial War Museum) es el museo militar británico, establecido en 1917 durante la Primera Guerra Mundial, fue inaugurado oficialmente el 9 de junio de 1920 por el rey Jorge V en el Crystal Palace, en Sydenham Hill, Londres. En 1924 el museo fue trasladado al Instituto Imperial en South Kensington y, finalmente, en 1936, el museo adquirió un local permanente en donde antes se encontraba el hospital psiquiátrico Real de Bethlem en Southwark. Durante 1970, el museo comenzó a expandirse hacia otras sedes. 
Las colecciones del museo incluyen archivos de documentos personales y oficiales, fotografías, material cinematográfico, grabaciones de historia oral, una amplia biblioteca, una colección de arte y vehículos y aviones militares. 
Se encuentra distribuido en diversas instalaciones en Inglaterra, tres de las cuales se encuentran en Londres:
- La Sede principal del Imperial War Museum se encuentra situada en Londres y trata sobre todo de la Primera Guerra Mundial y en menor medida de la Segunda Guerra Mundial.
- El Museo Imperial de Guerra de Duxford, cerca de Cambridge, es un importante museo aeronáutico con dos colecciones distintas, una sobre los aviones estadounidenses y otra sobre los aviones británicos.
- El edificio de Mánchester es conocido como del norte (Imperial War Museum North) está situado en Trafford y se abrió el 5 de julio de 2002 en un edificio singular diseñado por el arquitecto Daniel Libeskind.
- El buque de guerra HMS Belfast, fondeado en el Támesis delante de la Torre de Londres.
- Churchill War Rooms, situado en el interior del centro de mando de Winston Churchill durante la Segunda Guerra Mundial.

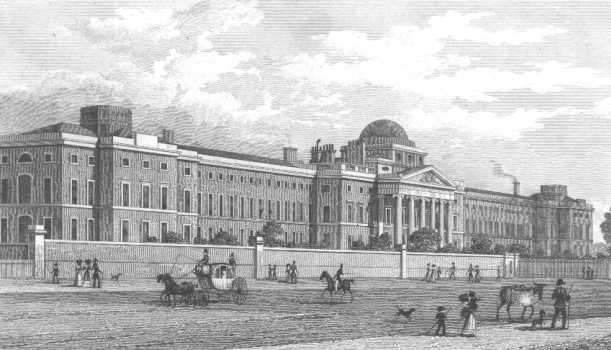
El hospital de Bethlem en los Campos de St George, en 1828

Algunas de las armas que pueden contemplarse son:

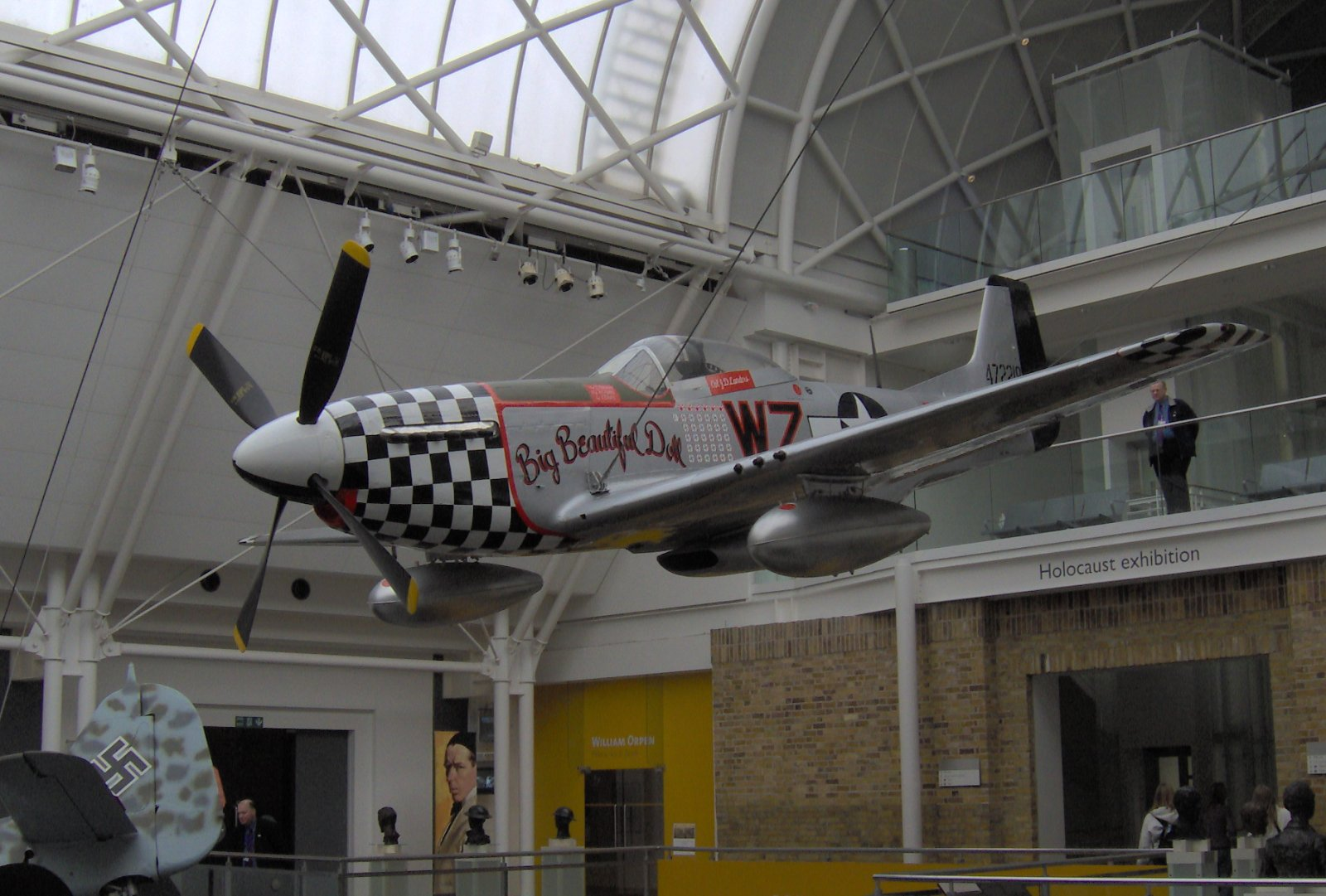
P-51D Mustang en el museo.
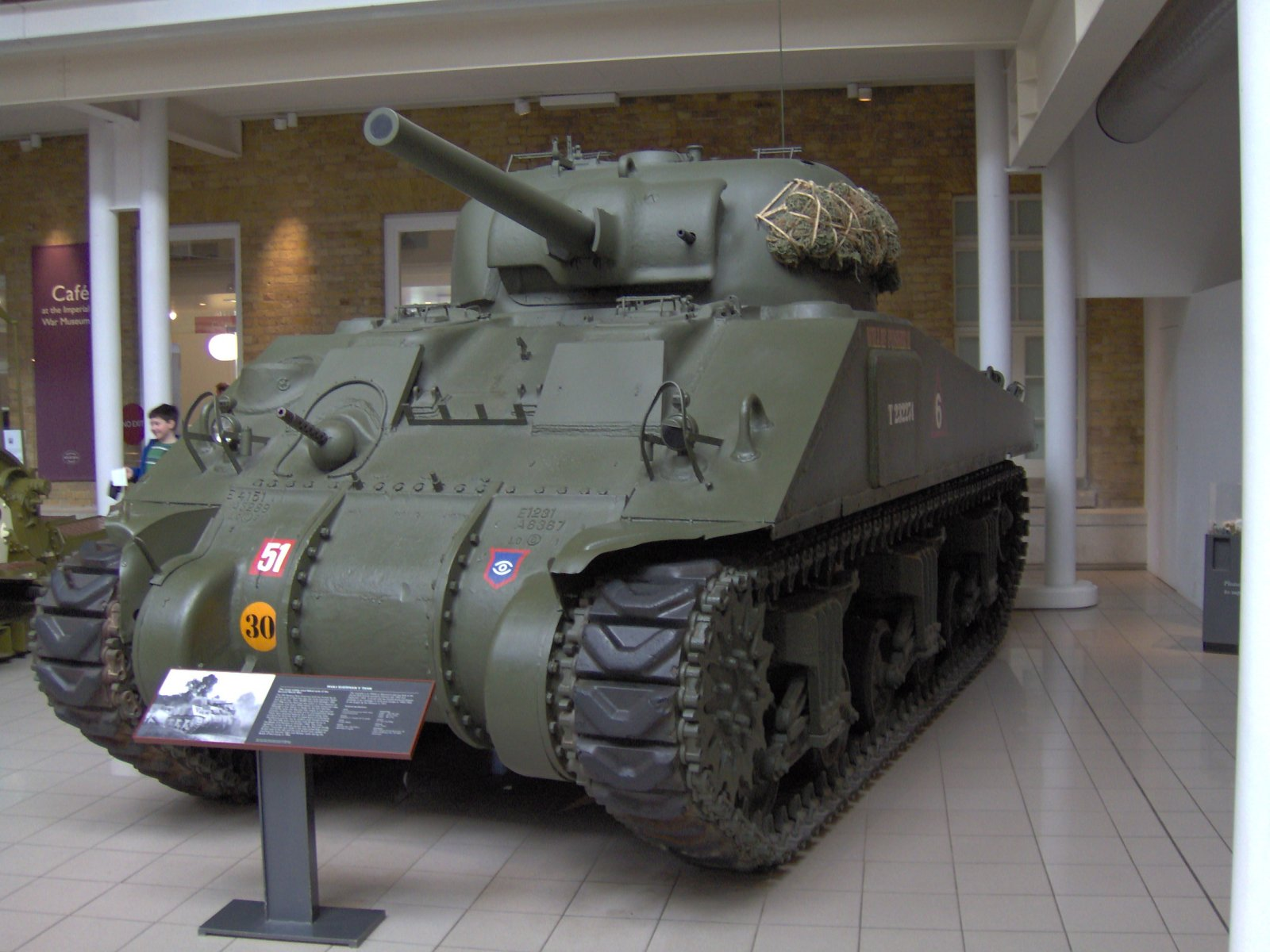
Carro de combate M4 Sherman en el museo.
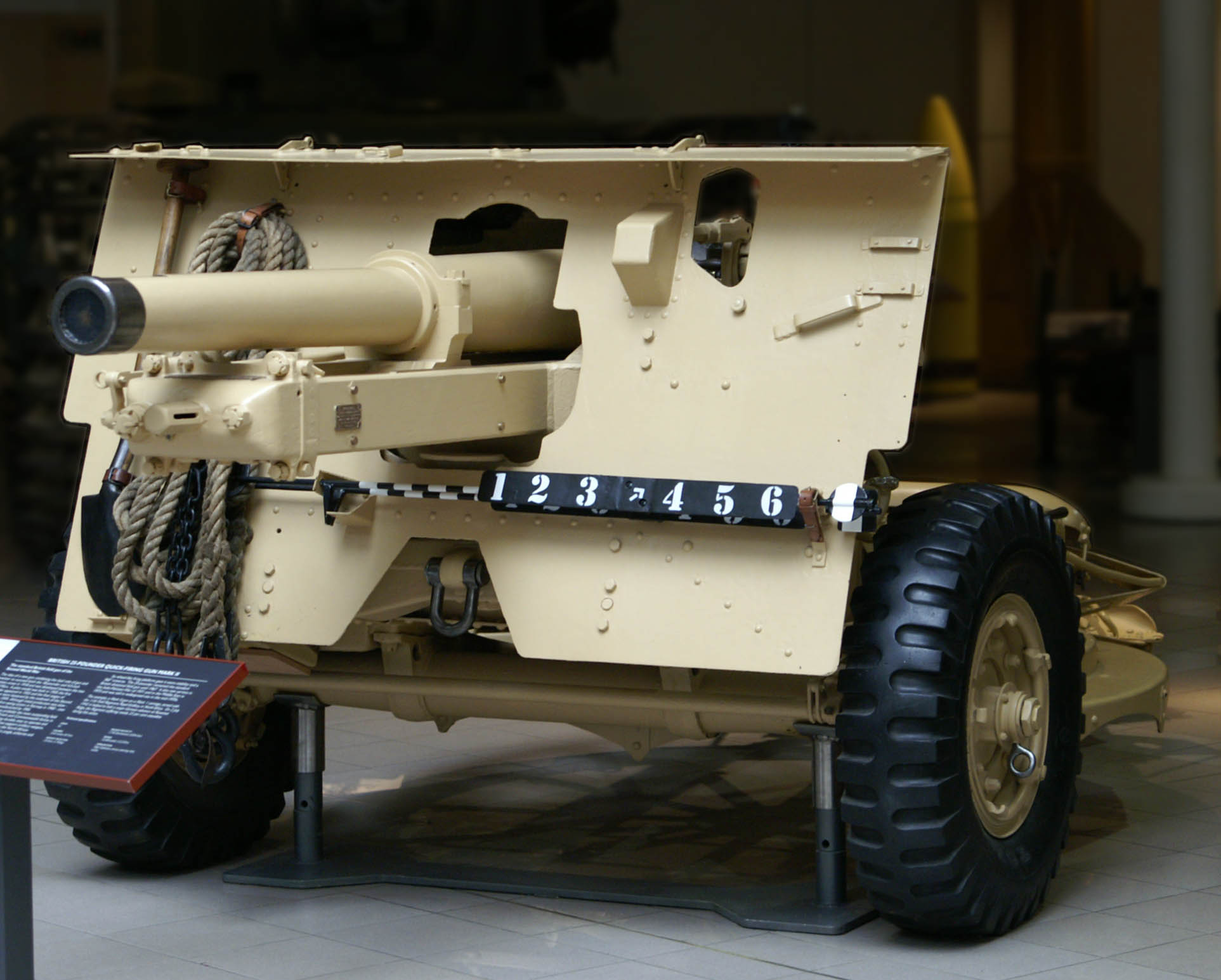
Cañón Mark II en el museo.
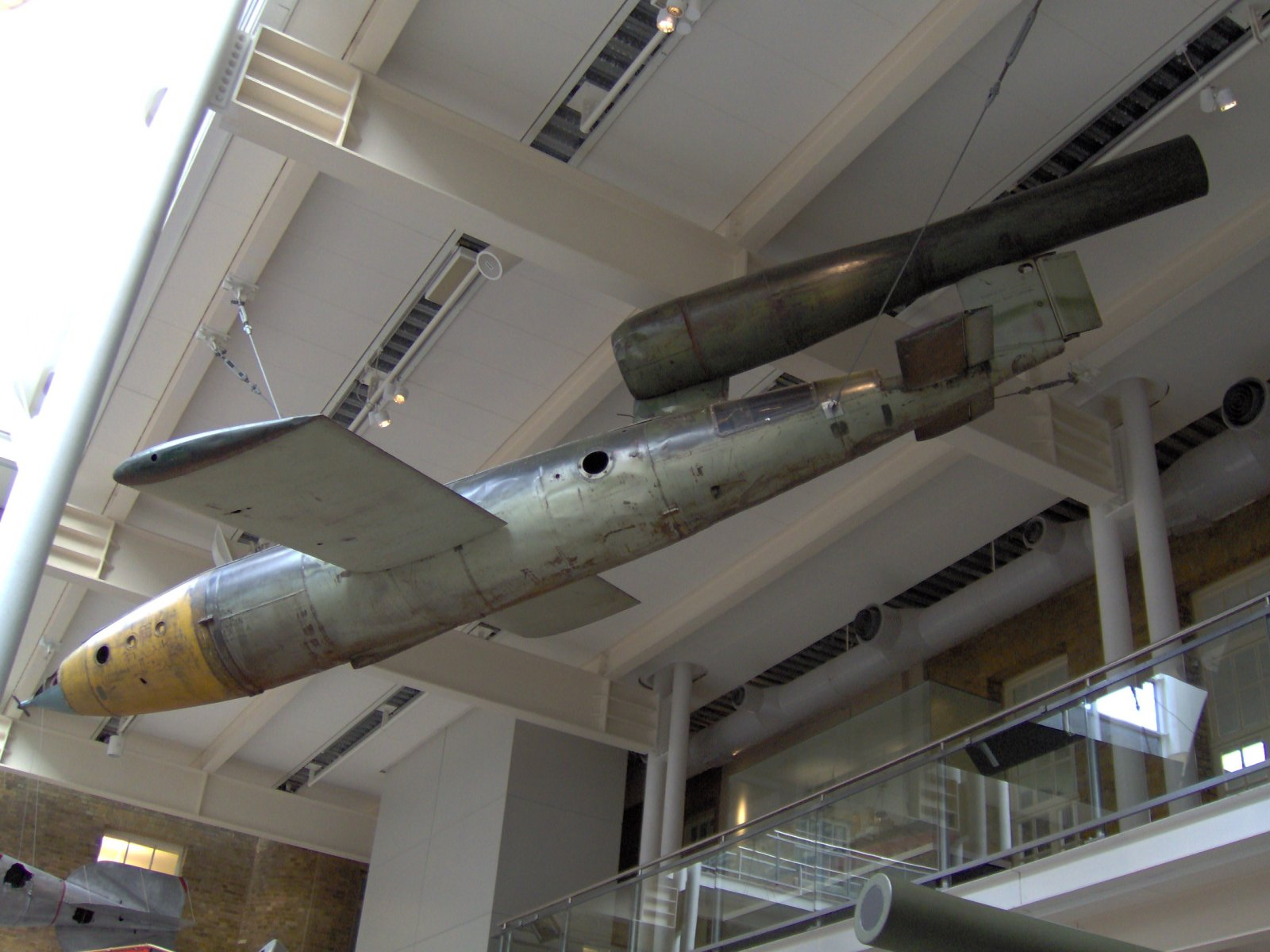
Misil de crucero alemán V1 en el museo.
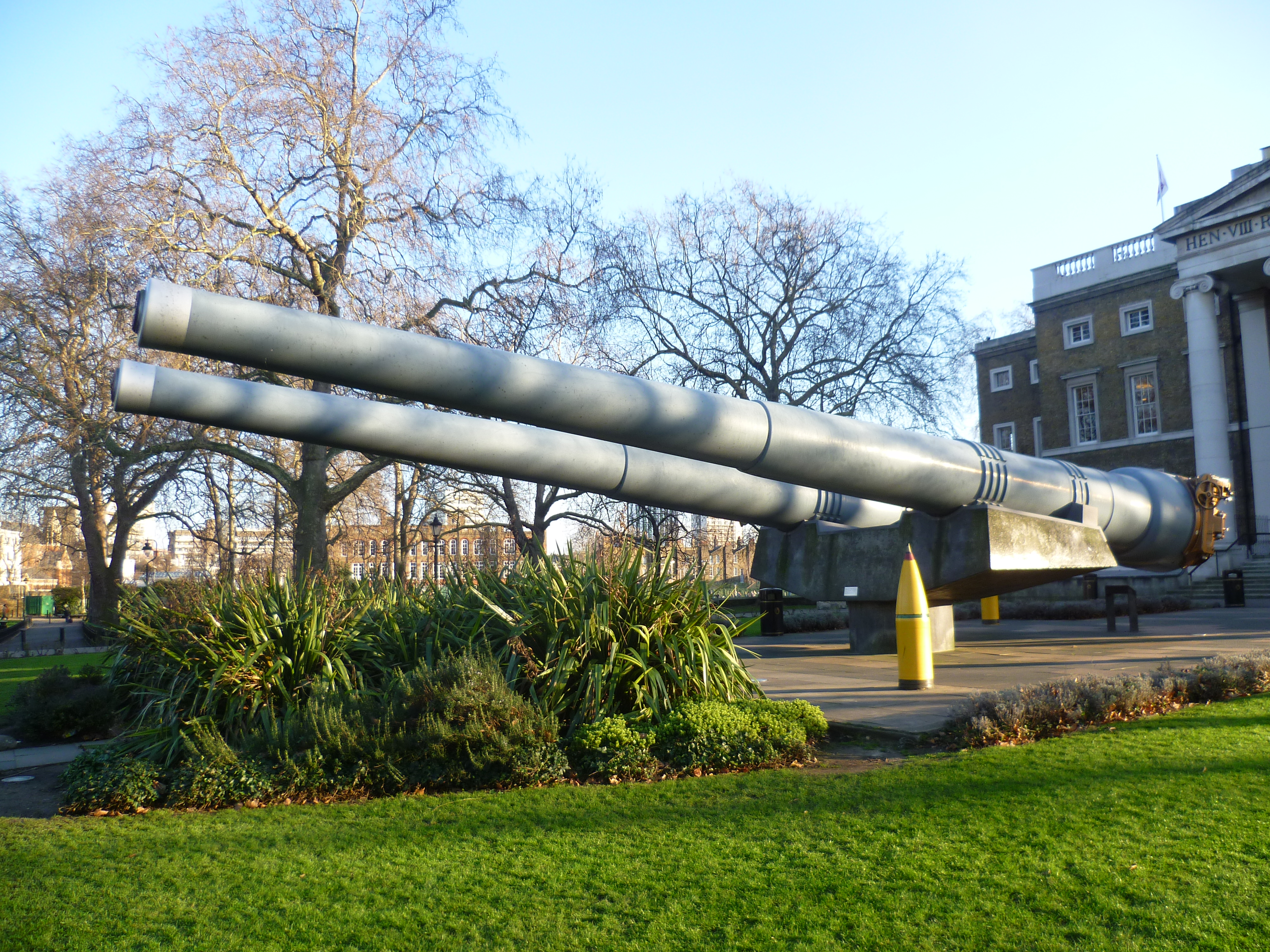
Cañones frente al museo.
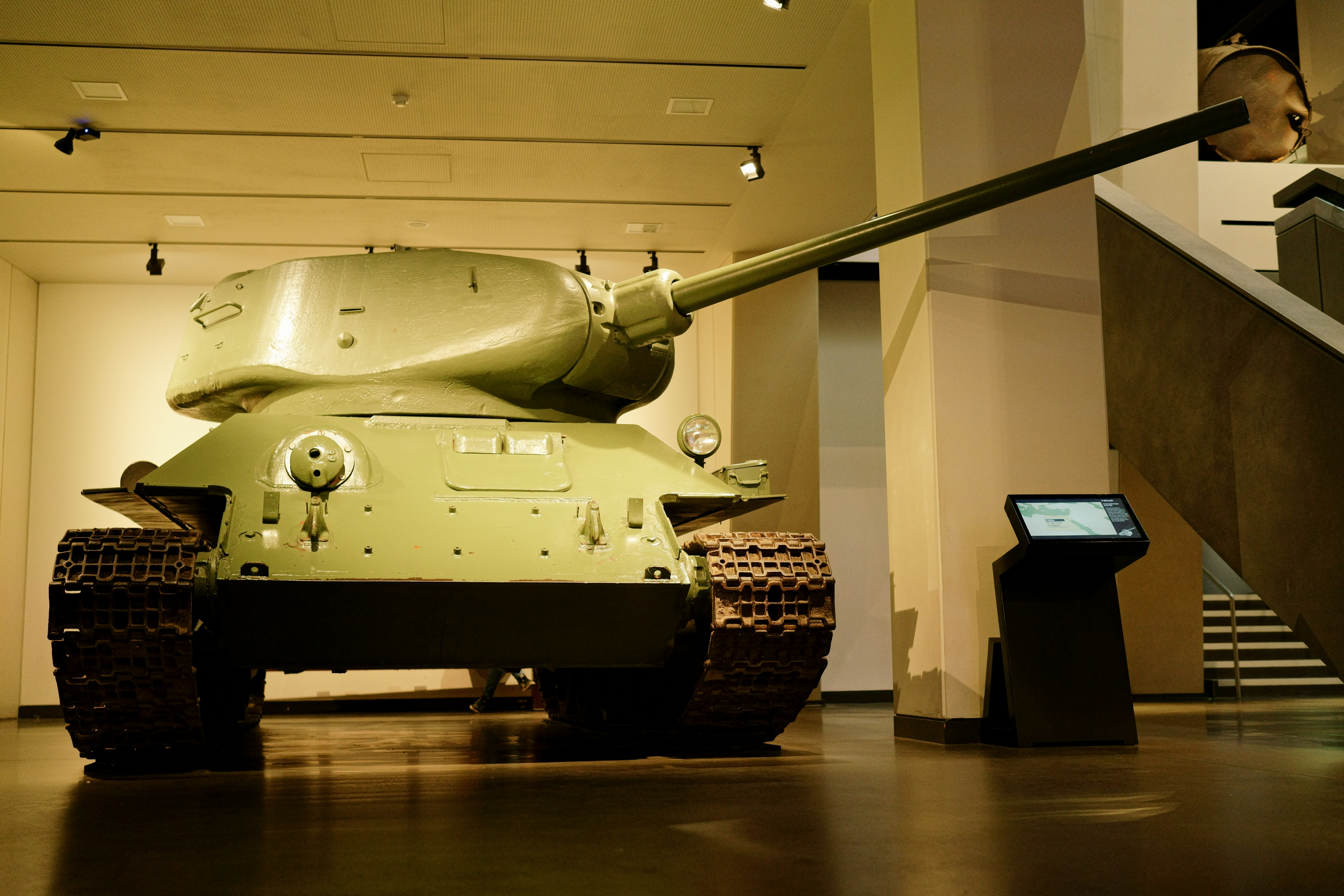
T-34-85 en el museo.